# Švicarske federalne željeznice
Švicarske federalne željeznice (njemački: Schweizerische Bundesbahnen (SBB); francuski: Chemins de fer fédéraux (CFF); talijanski: Ferrovie Federali Svizzere (FFS); romanski: Viafiers federalas svizras (VFS/VFF)) je državna tvrtka Švicarske Konfederacije koja upravlja državnom željezničkom mrežom i koja pruža usluge željezničkog prijevoza putnika i roba na području Švicarske. Tvrtka je osnovana 1902. nacionalizacijom velikog dijela željezničke infrastrukture na području Švicarske. Sjedište tvrtke je u gradu Bernu.
Švicarske federalne željeznice su najveća željeznička tvrtka u Švicarskoj i ukupno raspolažu s 3 173 kilometara željezničke mreže. 2014. godine Švicarske federalne željeznice ukupno su prevezle 430.4 milijuna putnika te 14 478 milijuna tona po kilometru tereta.